# Piz Varuna
Il Piz Varuna (3.453 m s.l.m. - detto anche Pizzo Verona) è una montagna delle Alpi del Bernina nelle Alpi Retiche occidentali.

## Descrizione
Si trova sul confine tra l'Italia (Lombardia) e la Svizzera (Canton Grigioni).